# Arvind Panwar
Arvind Panwar, né le 9 mars 1990, à Meerut, est un coureur cycliste indien.

## Biographie
Arvind Panwar est né à Meerut, au sein d'une famille de fermiers. Il commence à se consacrer au cyclisme à l'âge de seize ans.
En 2008, il se classe troisième de la course en ligne et du contre-la-montre aux championnats d'Inde, dans la catégorie juniors (moins de 19 ans). Il est ensuite sacré champion d'Inde sur route en 2012 puis champion national du contre-la-montre en 2013 chez les élites. En 2014, il représente son pays sur les Jeux du Commonwealth.
Lors des Jeux sud-asiatiques de 2016, il s'illustre en remportant l'or dans le contre-la-montre individuel et le contre-la-montre par équipes, avec la délégation indienne. La même année, il fait ses débuts en Europe au sein de l'équipe britannique Kingsnorth International Wheelers. Il devient également le premier cycliste indien à participer à une édition des championnats du monde sur route, avec son compatriote Naveen John. Engagé dans l'épreuve chronométrée, il se classe 61e sur 66 concurrents.

## Palmarès
- 2008
  - 3e du championnat d'Inde sur route juniors
  - 3e du championnat d'Inde du contre-la-montre juniors
- 2011
  - 3e du championnat d'Inde du contre-la-montre
- 2012
  -  Champion d'Inde sur route
- 2013
  -  Champion d'Inde du contre-la-montre
- 2014
  - 2e du championnat d'Inde du contre-la-montre
- 2016
  -  Médaillé d'or du contre-la-montre aux Jeux sud-asiatiques
  -  Médaillé d'or du contre-la-montre par équipes aux Jeux sud-asiatiques
  -  Champion d'Inde du contre-la-montre
  - 3e du championnat d'Inde sur route
- 2017
  - 2e du championnat d'Inde du contre-la-montre
- 2018
  -  Champion d'Inde du contre-la-montre
- 2019
  - 2e du championnat d'Inde du contre-la-montre
  -  Médaillé d'argent du contre-la-montre aux Jeux sud-asiatiques

## Classements mondiaux
| Année                                 | 2014 | 2015 | 2016  | 2017  | 2018  | 2019  | 2020 | 2021 | 2022  | 2023  |
| ------------------------------------- | ---- | ---- | ----- | ----- | ----- | ----- | ---- | ---- | ----- | ----- |
| Classement mondial                    |      |      | 2260e | 2242e | 3044e | 1799e | nc   | nc   | 1970e | 2716e |
| UCI Asia Tour                         | 413e | nc   | 442e  | 402e  | 742e  | 152e  | nc   | nc   | 195e  | nc    |
|                                       |      |      |       |       |       |       |      |      |       |       |
| Légende : nc = non classéSource : UCI |      |      |       |       |       |       |      |      |       |       |